# Кубок Америки з футболу 1989
Кубок Америки з футболу 1989 року — тридцять четвертий розіграш головного футбольного турніру серед національних збірних Південної Америки.
Турнір відбувався з 1 по 16 липня 1989 року у Бразилії. Переможцем вчетверте стала збірна Бразилії, здолавши у вирішальному матчі на «Маракані» Уругвай. Бронзовим призером турніру стала збірна Аргентини, яка за весь турнір забила лише два голи.

## Формат
10 команд, розбиті на 2 групи по 5 команд, в одноколовому турнірі визначали 4-х фіналістів, які в свою чергу також одноколовому турнірі визначали чемпіона і призерів.
За ротаційним алфавітним принципом господаркою чемпіонату стала Бразилія.

## Стадіони
| Ріо-де-Жанейро                                                         | Гоянія                                                                 | Ресіфі                                                                | Салвадор                                                                |
| ---------------------------------------------------------------------- | ---------------------------------------------------------------------- | --------------------------------------------------------------------- | ----------------------------------------------------------------------- |
| Маракана                                                               | Серра Доурада                                                          | Арруда                                                                | Фонте-Нова                                                              |
| Місткість: 145,000                                                     | Місткість: 22,000                                                      | Місткість: 60,000                                                     | Місткість: 30,000                                                       |
| 22°54′44″ пд. ш. 43°13′48″ зх. д. / 22.91227° пд. ш. 43.230128° зх. д. | 16°41′59″ пд. ш. 49°14′03″ зх. д. / 16.69969° пд. ш. 49.234264° зх. д. | 8°01′36″ пд. ш. 34°53′28″ зх. д. / 8.026552° пд. ш. 34.891205° зх. д. | 12°58′44″ пд. ш. 38°30′15″ зх. д. / 12.978788° пд. ш. 38.504194° зх. д. |
|                                                                        |                                                                        |                                                                       |                                                                         |

## Груповий етап

### Група A
| Збірна    | І | В | Н | П | ГЗ | ГП | Р  | О |
| --------- | - | - | - | - | -- | -- | -- | - |
| Парагвай  | 4 | 3 | 0 | 1 | 9  | 4  | +5 | 6 |
| Бразилія  | 4 | 2 | 2 | 0 | 5  | 1  | +4 | 6 |
| Колумбія  | 4 | 1 | 2 | 1 | 5  | 4  | +1 | 4 |
| Перу      | 4 | 0 | 3 | 1 | 4  | 7  | −3 | 3 |
| Венесуела | 4 | 0 | 1 | 3 | 4  | 11 | −7 | 1 |

| 1 липня 1989 |

| Парагвай                                                   | 5-2 | Перу                   |
| ---------------------------------------------------------- | --- | ---------------------- |
| Каньєте 38', 84' Неффа 41' Мендоса 51' дель Солар 75' (аг) |     | Хірано 30' Рейносо 80' |

| Фонте-Нова, Салвадор Глядачів: 5,000 Арбітр: Хуан Карлос Лустау |

| 1 липня 1989 |

| Бразилія                                  | 3-1 | Венесуела      |
| ----------------------------------------- | --- | -------------- |
| Бебето 2' Жеовані 36' (пен.) Балтазар 57' |     | Мальдонадо 63' |

| Фонте-Нова, Салвадор Глядачів: 35,000 Арбітр: Хуан Даніель Кардельїно |

| 3 липня 1989 |

| Колумбія                                       | 4-2 | Венесуела           |
| ---------------------------------------------- | --- | ------------------- |
| Ігіта 36' (пен.) Ігуаран 46', 75' де Авіла 71' |     | Мальдонадо 73', 88' |

| Фонте-Нова, Салвадор Глядачів: 4,000 Арбітр: Родольфо Мартінес |

| 3 липня 1989 |

| Бразилія | 0-0 | Перу |
| -------- | --- | ---- |
|          |     |      |

| Фонте-Нова, Салвадор Глядачів: 8,200 Арбітр: Ернан Сільва |

| 5 липня 1989 |

| Перу        | 1-1 | Венесуела      |
| ----------- | --- | -------------- |
| Наварро 30' |     | Мальдонадо 29' |

| Фонте-Нова, Салвадор Глядачів: 1,500 Арбітр: Вінсент Мауро |

| 5 липня 1989 |

| Парагвай    | 1-0 | Колумбія |
| ----------- | --- | -------- |
| Мендоса 51' |     |          |

| Фонте-Нова, Салвадор Глядачів: 1,500 Арбітр: Оскар Ортубе |

| 7 липня 1989 |

| Парагвай                    | 3-0 | Венесуела |
| --------------------------- | --- | --------- |
| Неффа 41' Феррейра 50', 73' |     |           |

| Фонте-Нова, Салвадор Глядачів: 3,000 Арбітр: Родольфо Мартінес |

| 7 липня 1989 |

| Бразилія | 0-0 | Колумбія |
| -------- | --- | -------- |
|          |     |          |

| Фонте-Нова, Салвадор Глядачів: 9,100 Арбітр: Еліас Хакоме |

| 9 липня 1989 |

| Колумбія    | 1-1 | Перу       |
| ----------- | --- | ---------- |
| Ігуаран 32' |     | Хірано 43' |

| Арруда, Ресіфі Глядачів: 60,000 Арбітр: Хуан Карлос Лустау |

| 9 липня 1989 |

| Бразилія        | 2-0 | Парагвай |
| --------------- | --- | -------- |
| Бебето 47', 82' |     |          |

| Арруда, Ресіфі Глядачів: 76,800 Арбітр: Вінсент Мауро |

### Група B
| Збірна    | І | В | Н | П | ГЗ | ГП | Р  | О |
| --------- | - | - | - | - | -- | -- | -- | - |
| Аргентина | 4 | 2 | 2 | 0 | 2  | 0  | +2 | 6 |
| Уругвай   | 4 | 2 | 0 | 2 | 6  | 2  | +4 | 4 |
| Чилі      | 4 | 2 | 0 | 2 | 7  | 5  | +2 | 4 |
| Еквадор   | 4 | 1 | 2 | 1 | 2  | 2  | 0  | 4 |
| Болівія   | 4 | 0 | 2 | 2 | 0  | 8  | −8 | 2 |

| 2 липня 1989 |

| Еквадор     | 1-0 | Уругвай |
| ----------- | --- | ------- |
| Бенітес 88' |     |         |

| Серра Доурада, Гоянія Глядачів: 19,000 Арбітр: Карлос Масіель |

| 2 липня 1989 |

| Аргентина   | 1-0 | Чилі |
| ----------- | --- | ---- |
| Каніджа 55' |     |      |

| Серра Доурада, Гоянія Глядачів: 40,000 Арбітр: Арналдо Сезар Коельйо |

| 4 липня 1989 |

| Уругвай                    | 3-0 | Болівія |
| -------------------------- | --- | ------- |
| Остоласа 30', 60' Соса 33' |     |         |

| Серра Доурада, Гоянія Глядачів: 8,000 Арбітр: Арналдо Сезар Коельйо |

| 4 липня 1989 |

| Аргентина | 0-0 | Еквадор |
| --------- | --- | ------- |
|           |     |         |

| Серра Доурада, Гоянія Глядачів: 12,000 Арбітр: Хосе Рамірес |

| 6 липня 1989 |

| Еквадор | 0-0 | Болівія |
| ------- | --- | ------- |
|         |     |         |

| Серра Доурада, Гоянія Глядачів: 3,000 Арбітр: Хесус Діас |

| 6 липня 1989 |

| Уругвай                                 | 3-0 | Чилі |
| --------------------------------------- | --- | ---- |
| Соса 44' Альсаменді 73' Франческолі 78' |     |      |

| Серра Доурада, Гоянія Глядачів: 3,000 Арбітр: Хосе Рамірес |

| 8 липня 1989 |

| Чилі                                                          | 5-0 | Болівія |
| ------------------------------------------------------------- | --- | ------- |
| Ольмос 9' Рамірес 10' Астенго 55' Пісарро 68' (пен.) Реєс 85' |     |         |

| Серра Доурада, Гоянія Глядачів: 3,000 Арбітр: Арналдо Сезар Коельйо |

| 8 липня 1989 |

| Аргентина   | 1-0 | Уругвай |
| ----------- | --- | ------- |
| Каніджа 69' |     |         |

| Серра Доурада, Гоянія Глядачів: 18,000 Арбітр: Хесус Діас |

| 10 липня 1989 |

| Чилі                    | 2-1 | Еквадор    |
| ----------------------- | --- | ---------- |
| Ольмос 44' Летельєр 88' |     | Авілес 89' |

| Серра Доурада, Гоянія Глядачів: 2,000 Арбітр: Карлос Масіель |

| 10 липня 1989 |

| Аргентина | 0-0 | Болівія |
| --------- | --- | ------- |
|           |     |         |

| Серра Доурада, Гоянія Глядачів: 5,000 Арбітр: Нельсон Родрігес |

## Фінальний раунд
| Збірна    | І | В | Н | П | ГЗ | ГП | Р  | О |
| --------- | - | - | - | - | -- | -- | -- | - |
| Бразилія  | 3 | 3 | 0 | 0 | 6  | 0  | +6 | 6 |
| Уругвай   | 3 | 2 | 0 | 1 | 5  | 1  | +4 | 4 |
| Аргентина | 3 | 0 | 1 | 2 | 0  | 4  | −4 | 1 |
| Парагвай  | 3 | 0 | 1 | 2 | 0  | 6  | −6 | 1 |

| 12 липня 1989 |

| Уругвай                                | 3-0 | Парагвай |
| -------------------------------------- | --- | -------- |
| Франческолі 28' Альсаменді 82' Пас 89' |     |          |

| Маракана, Ріо-де-Жанейро Глядачів: 60,000 Арбітр: Хуан Карлос Лустау |

| 12 липня 1989 |

| Бразилія               | 2-0 | Аргентина |
| ---------------------- | --- | --------- |
| Бебето 48' Ромаріо 55' |     |           |

| Маракана, Ріо-де-Жанейро Глядачів: 110,000 Арбітр: Хуан Даніель Кардельїно |

| 14 липня 1989 |

| Уругвай       | 2-0 | Аргентина |
| ------------- | --- | --------- |
| Соса 38', 81' |     |           |

| Маракана, Ріо-де-Жанейро Глядачів: 45,000 Арбітр: Арналдо Сезар Коельйо |

| 14 липня 1989 |

| Бразилія                    | 3-0 | Парагвай |
| --------------------------- | --- | -------- |
| Бебето 16', 52' Ромаріо 58' |     |          |

| Маракана, Ріо-де-Жанейро Глядачів: 64,500 Арбітр: Еліас Хакоме |

| 16 липня 1989 |

| Аргентина | 0-0 | Парагвай |
| --------- | --- | -------- |
|           |     |          |

| Маракана, Ріо-де-Жанейро Глядачів: 90,000 Арбітр: Хесус Діас |

| 16 липня 1989 |

| Бразилія    | 1-0 | Уругвай |
| ----------- | --- | ------- |
| Ромаріо 49' |     |         |

| Маракана, Ріо-де-Жанейро Глядачів: 170,000 Арбітр: Ернан Сілва |

## Чемпіон
| Кубок Америки 1989 |
| ------------------ |
| Бразилія 4-й титул |

## Найкращі бомбардири
6 голів
- Бебето

4 голи
- Рубен Соса
- Карлос Мальдонадо

3 голи
- Ромаріо
- Арнольдо Ігуаран